# Viljem I. Berški
Viljem I. Berški je bil sin Friderika II. Berškega in Elizabete Milenske. Kot naslednik svojega brata Adama je bil od leta 1354 do svoje smrti leta 1387 deseti gospod dežele Berške. Dežela Berška je bilo praporno gospostvo na vzhodu sedanje nizozemske province Gelderland, ki so ji pripadali 's-Heerenberg, Didam, Etten, Zeddam, Gendringen, Netterden in Gospostvo Westervoort.
Gospod Viljem se je leta 1348 poročil s Sofijo Bilandt. Zaradi njegove poroke se je posest Berških razširila z Bilandtom, Millingenom in Pannerdenom. Gospostvo Grebben je s poroko njegovega očeta že prešla v Berške roke. Viljem I. je bil gospod Grebbna od 1352 do 1357 in nato od 1381 do svoje smrti. V vmesnem obdobju je bil njegov brat Friderik gospod Grebbenski. Leta 1370 je gospod Viljem dal v Azewijnu zgraditi kapelo, posvečeno svetemu Antonu opatu z vzdevkom Anton zavetnik prašičev.
15. junija 1376, na praznik svetega Vida, je podelil 's-Heerenbergu pravico do zaračunavanja mitnine na nasipih in cestah, do največ 2 brabantča na voz in 1 na voz, z oprostitvijo za svoje služabnike. Brabantč se nanaša na brabantsko različico valute, morda brabantsko marko. 
Mestu 's-Heerenberg je 8. septembra 1379 podelil mestne pravice. Viljem I. Berški je bil član plemiške rodbine Berških tudi imenovanih latinsko "De Monte". 
Gospod Viljem Berški je umrl 14. novembra 1387. Pokopan je bil v samostanu Elten.

## Poroka in otroci
Iz zakona s Sofijo Bilandt sta znana dva otroka:
- Friderik III., ki je nasledil svojega očeta
- Elizabeta, ki se je leta 1365 poročila z gospodom Janezom Lindenom. Za doto je dobila gospostvo Millingen.

Poleg tega je imel dva nezakonska otroka z imeni Friderik in Heilvich. Aleidis Berška je bila morda tretji nezakonski otrok.